# 漢堡 (伊利諾伊州)
漢堡（英語：Hamburg）是位於美國伊利諾伊州卡爾霍恩縣的一個村落。

## 地理
漢堡的座標為39°13′53″N 90°42′58″W / 39.23139°N 90.71611°W，而該地最高點為海拔高度169米（即554英尺）。

## 人口
根據2010年美國人口普查的數據，漢堡的面積為1.70平方千米，當中陸地面積為1.35平方千米，而水域面積為0.35平方千米。當地共有人口128人，而人口密度為每平方千米75人。